# Havenlicht

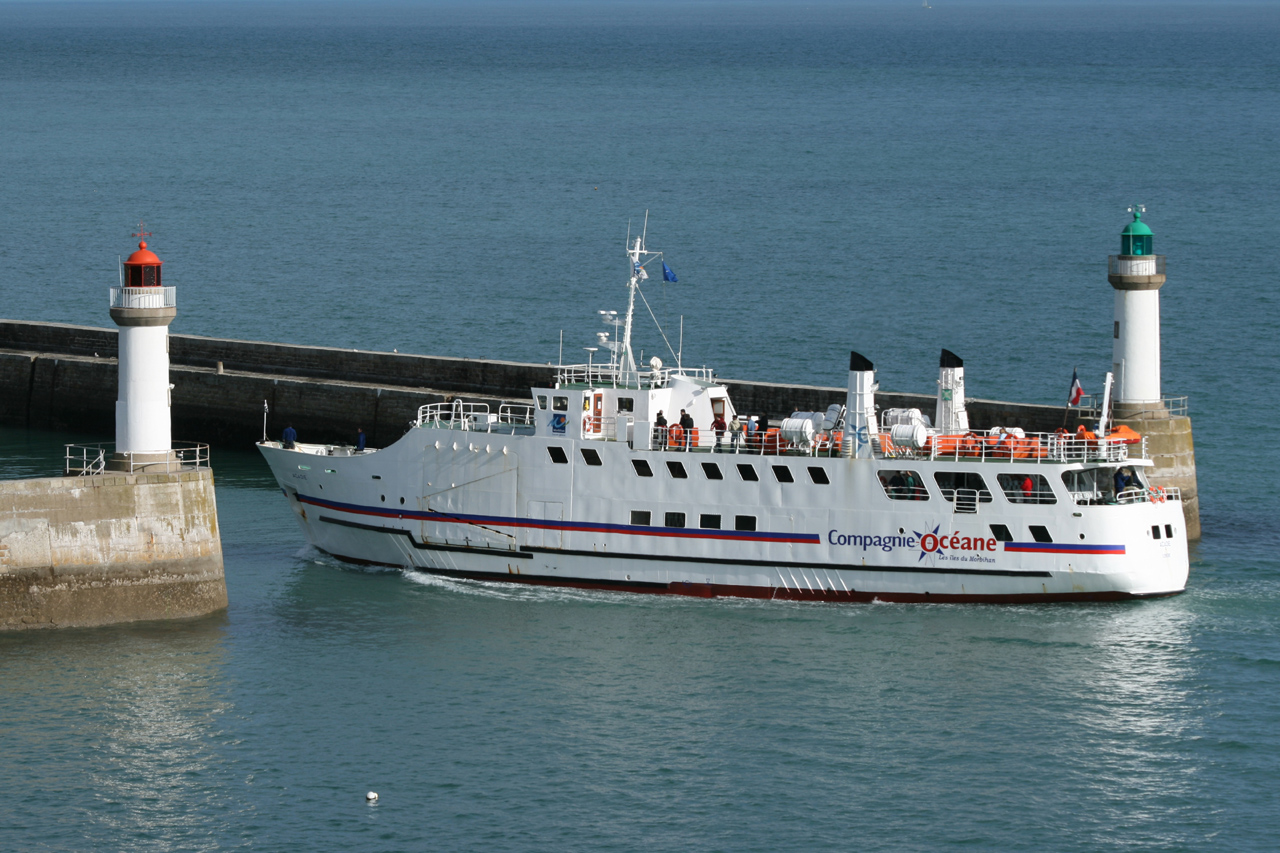
Een haven met havenlichten (Regio A).

Een havenlicht is een lichtbaken dat de toegang van een haven markeert voor de scheepvaart. Dit lichtbaken is een lichtopstand en wordt aan weerszijden van de haveningang aangebracht zodat schepen veilig de haven kunnen binnenvaren. Veel havens hebben een havenhoofd in de vorm van een stenen dam of een staketsel waarop op het uiteinde de havenlichten zijn aangebracht. De havenlichten bestaan uit een paal of een stellage met daarop de lamp aangebracht. Soms wordt er een vuurtoren op die plek gebouwd.
Over de kleur van havenlichten zijn er internationale afspraken gemaakt door middel van het IALA Maritiem Betonningsstelsel dat door de International Association of Lighthouse Authorities (IALA) is ontworpen. Havenhoofden worden gerekend tot de laterale markering (lateral marks) waarbij de kleuren rood en groen worden gebruikt voor het licht van de havenlichten en ook voor de lichtopstanden zelf. Vanwege historische redenen zijn er wereldwijd twee regio's die het gebruik van de kleur anders toepassen. In Regio A, waaronder Europa, Australië, Nieuw-Zeeland, Afrika en het grootste deel van Azië valt, wordt er wanneer je een haven binnenvaart vanaf zee rood aan bakboord gebruikt en groen aan stuurboord. In Regio B, waaronder Noord-Amerika, Midden-Amerika en Zuid-Amerika, de Filipijnen, Japan en Korea vallen is dit kleurgebruik precies omgekeerd. 
In België zijn alleen de lichten van de havenlichten zelf in een bepaalde kleur, de lichtopstand zelf niet.
|  |  |